# Curtiss CR
El Curtiss CR fue un avión de carreras diseñado para la Armada de los Estados Unidos en 1921, por la estadounidense Curtiss. 

## Diseño y desarrollo
Era un biplano convencional monoplaza con fuselaje monocasco y alas escalonadas de un solo vano, de misma envergadura y arriostradas con soportes en N. Se construyeron dos versiones terrestres esencialmente similares como CR-1 y CR-2, que finalmente fueron convertidas en hidroaviones como CR-3 en 1923 y CR-4 en 1924. Se desarrolló una versión refinada para el Servicio Aéreo del Ejército de los Estados Unidos bajo la designación R-6. Estos dos últimos aviones presentaban componentes aerodinámicos refinados, incluyendo radiadores montados en superficie.

## Historia operacional

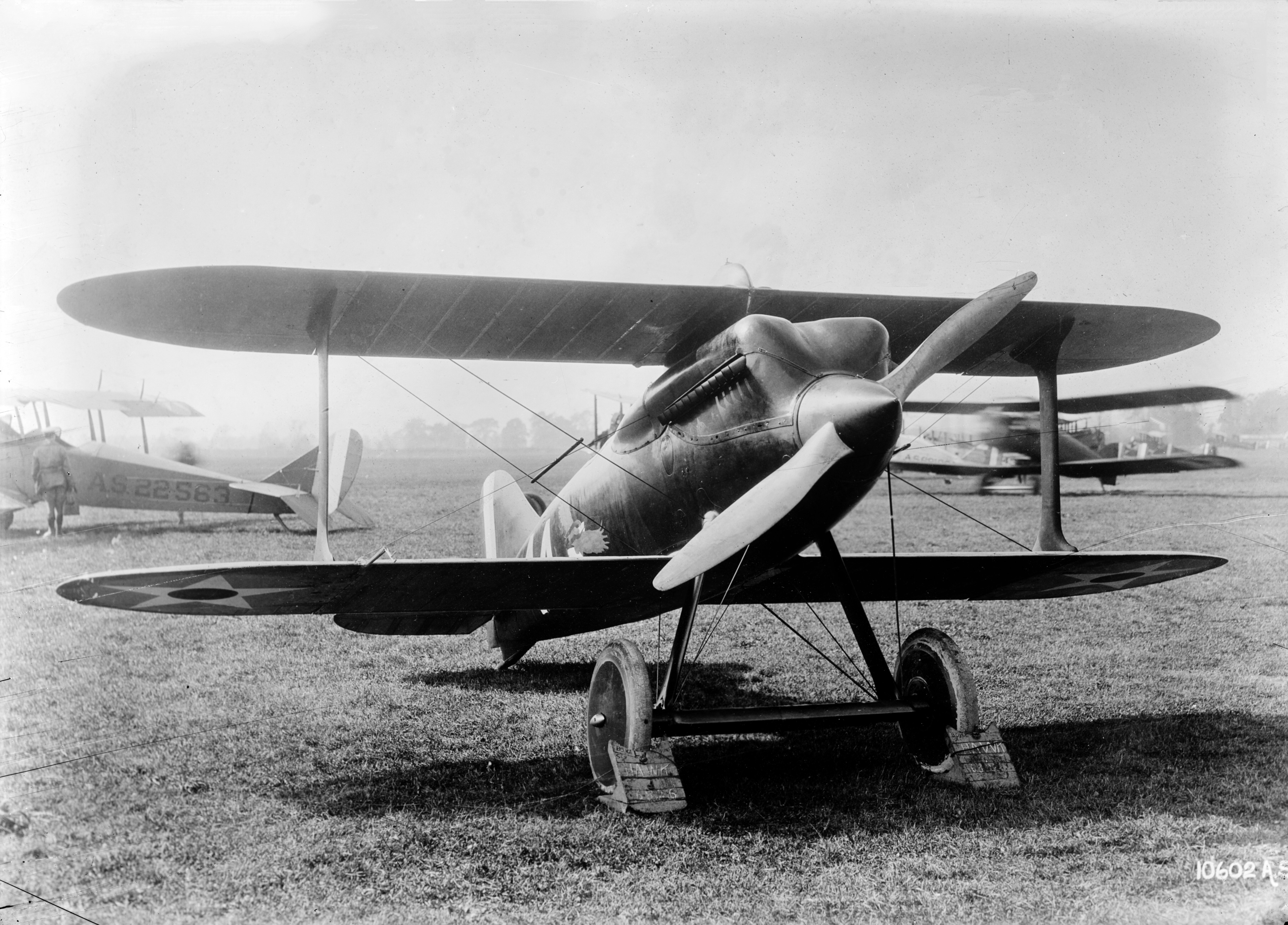
Un Curtiss R-6 del Ejército, que ganó el Pulitzer Trophy de 1922 con una velocidad media de 330 km/h.

Los Curtiss CR disfrutaron de una exitosa participación en competición. Su principal victoria fue en la carrera Pulitzer Trophy de 1921, donde pilotado por Bert Acosta, el CR-1 quedó en primer lugar con una velocidad media de 283,49 km/h, cerca de dos minutos por delante de su rival más cercano. El año siguiente, este avión fue modificado y redesignado CR-2, y estuvo acompañado en la carrera Pulitzer por un segundo avión construido al nuevo estándar, más dos R-6 volados por pilotos del Ejército. Estos Curtiss quedaron del primer al cuarto puestos, los dos R-6 seguidos por los dos CR-2. La carrera fue ganada por el Teniente Russell Maughan con una velocidad media de 330,172 km/h, con el Teniente Lester Maitland en segundo lugar (318,936 km/h). De paso, el esfuerzo de Maughan batió todos los récords de velocidad en circuito cerrado hasta los 200 km. Los CR-2 quedaron en tercer y cuarto puestos, pilotados por el Teniente Harold Brow (velocidad media de 310,667 km/h) y el Teniente Jg Al Williams (velocidad media de 301,527 km/h).
El Ejército se basó en este éxito con los R-6, usando el modelo para batir el récord mundial de velocidad antes de que acabara 1922, volando uno el General Billy Mitchell hasta los 359,72 km/h el 18 de octubre. En marzo del año siguiente, un R-6 volado por el Teniente Maughan dejó el récord en 380,74 km/h. El diseño del R-6 fue desarrollado en 1923 en el XPW-8 de alas mayores, el prototipo del caza PW-8.
En 1923, los CR-2 fueron equipados con flotadores para la carrera del Trofeo Schneider y se redesignaron CR-3. Los aviones obtuvieron la primera y segunda posiciones, pilotados por David Rittenhouse (velocidad media de 285,457 km/h) y Rutledge Irvine (278,970 km/h). Tras esta victoria, uno de los aviones fue modificado de nuevo como CR-4 para intentar batir el récord mundial de velocidad para hidroaviones. Lo consiguió en 1924 con una velocidad de 302,56 km/h.

## Variantes
Model 23
Designación interna de la compañía.
CR
Designación dada por la Armada estadounidense al Model 23, dos construidos.
R-6
Designación dada por el Ejército estadounidense al Model 23, dos construidos.

## Operadores
Estados Unidos
- Armada de los Estados Unidos
- Servicio Aéreo del Ejército de los Estados Unidos

## Especificaciones (Hidroavión CR-3)
Referencia datos: Curtiss Aircraft, 1907-1947

### Características generales
- Tripulación: Uno (piloto)
- Longitud: 7,5 m (24,7 ft)
- Envergadura: 6,9 m (22,6 ft)
- Altura: 3,3 m (10,7 ft)
- Superficie alar: 15,6 m² (167,9 ft²)
- Peso vacío: 961 kg (2118 lb)
- Peso cargado: 1178 kg (2596,3 lb)
- Planta motriz: 1× motor lineal V-12 refrigerado por agua Curtiss D-12 5PL (V-1150).
  - Potencia: 336 kW (463 HP; 457 CV)

### Rendimiento
- Velocidad nunca excedida (Vne): 312 km/h (194 MPH; 168 kt)
- Alcance: 452 km (244 nmi; 281 mi)
- Techo de vuelo: 6706 m (22 001 ft)

## Aeronaves relacionadas

### Desarrollos relacionados
- Curtiss R3C

### Aeronaves similares
- Gallaudet D-4

### Secuencias de designación
- Secuencia Numérica (interna de Curtiss): ← 20 - 21 - 22 - 23 - 24 - 25 - 26 →
- Secuencia L-_ (interna de Curtiss): L-17 - L-18 - L-19 - L-22 →
- Secuencia R-_ (Aviones de Carreras (Racer) del USAAS, 1919-1924): ← R-3 - R-4 - R-5 - R-6 - R-7 - R-8
- Secuencia R_C (Aviones de Carreras de la Armada estadounidense, 1922-1928 (Curtiss, 1922-1962)): CR - R2C - R3C
- Secuencia F_C (Cazas de la Armada estadounidense, 1922-1962 (Curtiss, 1922-1962)): CF - F2C - F3C - F4C →